# کوه بازدان
 کوه بازدان یک کوه در البرز مرکزی رشته کوه البرز در استان البرز ایران است. این کوه ۳۳۸۰ متر ارتفاع دارد.